# Hervé Renard
Hervé Jean-Marie Roger Renard, född 30 september 1968 i Aix-les-Bains, är en fransk före detta fotbollsspelare och sedermera tränare. Han är förbundskapten för Frankrikes damlandslag i fotboll sedan 2023.
Renard har tidigare varit förbundskapten för Zambias landslag, med vilka han vann Afrikanska mästerskapet 2012; han vann också turneringen 2015 med Elfenbenskusten, och blev därmed den första tränaren som vunnit Afrikanska mästerskapet med två olika nationer.

## Meriter

### Som tränare
Zambia
- COSAFA Cup: 2013[1]
- Afrikanska mästerskapet: 2012[1]

Elfenbenskusten
- Afrikanska mästerskapet: 2015[1]